# Rawagatel
Rawagatel is een bestuurslaag in het regentschap Cirebon van de provincie West-Java, Indonesië. Rawagatel telt 1249 inwoners (volkstelling 2010).